# Miele

Miele的企業識別標識。

Miele & Cie. KG，簡稱Miele，譯名米勒或德国美诺，是一家高端家用及商業用電器製造商，總部位於德國北萊茵-西發利亞居特斯洛。該企業曾多次獲得紅點設計大獎及各種品牌獎項。

## 歷史

### 創業時期
1899年7月1日，Carl Miele (1869年-1938年) 與Reinhard Zinkann在西發里亞黑策布羅克-克拉霍爾茨共同創辦該公司。早期公司共有11位員工，在一所前鋸木廠開始業務。最先被製造出的是牛奶離心機，接著又在1900年，推出奶油製造機。在奶油製造機技術基礎上，Miele研發出第一台洗衣機。

### 發展及擴張
1907年公司搬遷至居特斯洛-諾德霍恩 (Gütersloh- Nordhorn)一處前幫浦工廠；當時，公司已有60名工人。1911年，公司開始製造汽車。1914年，Miele在牛奶離心機、奶油製造機、洗衣機、熨平機等方面，成為德國最大廠牌。1916年，Carl Miele和Reinhard Zinkann於比勒費爾德開設分廠；此後，牛奶離心機零件，和其電動馬達，皆在該處生產。
1927年，Miele開始製造吸塵器；1929年，公司在歐洲製造出第一台電力洗碗機。自1930年起，又開始建造摩托車。1932年，Miele為歐洲最大的離心機製造廠。
二次大戰期間，Miele為納粹海軍的魚雷製造控制元件。

### 二戰後
在1950年代，Miele為德國最大的摩托車製造廠之一。在洗碗機、洗衣機市場快速發展下，汽車與摩托車的生產，在1960年被終止。
1965年，公司收購一座位在萊爾特近漢諾威的工廠，以製造商業用洗衣機及牛乳壓榨機。1969年，公司開始銷售廚房用家具。
1986年，公司收購了衣物保養設備廠商Cordes；該廠隨後被擴張為烤爐工廠，其原名亦遭廢棄。同年，Miele博物館正式開幕。

## 外部鏈結
- 官方网站
- 美诺Miele官网 （页面存档备份，存于）